# Mineralogia física
En mineralogia les  propietats físiques  són molt importants per a la determinació ràpida dels minerals, atès que molts d'ells es poden reconèixer mitjançant una simple observació o determinar mitjançant proves senzilles.
 Propietats Físiques :
- Fractura: Quan un mineral és sotmès a una percussió pot respondre trencant-se, es coneix com a fractura l'aspecte que ofereixen les superfícies obtingudes pel trencament. Segons les seves característiques es defineixen els següents tipus, Concoïdal, característica del jaspi, irregular, estelles, ganxut i terrosa. Es coneix com a Exfoliació quan es produeixen superfícies planes
- Exfoliació: Consisteix que a sotmetre un mineral a un esforç o percussió, es produeix una separació en superfícies planes. Per definir el comportament dels minerals que fa a aquesta propietat s'utilitzen els adjectius perfecta, bona, imperfecta i dolenta, a més es fa referència al nombre d'adreces i als angles que formen entre si, amb els termes pincoidal, cúbica, romboèdrica, octaèdrica i prismàtica. No tots els minerals presenten exfoliació, i entre els que la posseeixen són pocs els que la tenen notòria.
- Duresa: És la resistència que oposa la seva superfície a ser ratllada per un altre que tingui forma punyent. La duresa de cada espècie mineral és constant, es tracta per tant d'una de les proves més fàcils i immediates d'aplicar a un mineral desconegut.
- Tenacitat: Fa referència a la resistència que oposa un cos a ser trencat o deformat. És una propietat directament relacionada amb la cohesió entre els elements que conformen la xarxa cristal·lina.
- Pes específic: És el pes de la unitat de volum d'aquesta substància. En els minerals depèn de la naturalesa dels àtoms que els constitueixen i de la densitat del reticle cristal que formen. El segon explica que minerals amb la mateixa fórmula química, vegeu Polimorfisme, tinguin diferents pesos específics, per exemple el pes específic de la calcita és superior al de l'aragonita i químicament, tots dos són carbonat càlcic.

 Propietats òptiques :
- Brillantor.
- Color: És la primera propietat que podem apreciar, quan el color és constant o canvia molt lleument en tots els exemplars d'un mateix mineral, són anomenats minerals idiocromàtics, i en ells el color té gran importància per al diagnòstic, exemples d'això són l'atzurita i el cinabri. No obstant això la majoria dels minerals són incolors o quan presenten coloració, és degut als contaminants atrapats per la xarxa cristal, en aquest cas el color de l'exemplar depèn de la naturalesa d'aquestes substàncies, per la qual cosa el seu color no té massa importància en el diagnòstic, aquests són anomenats al·locromàtics.
- Luminescència.
- Reflexió i refracció.